# San Bruno recibe la regla
San Bruno recibe la Regla es un cuadro al óleo sobre cobre (38×27 cm) de 1643, obra de José de Ribera, conservado en el Museo Nacional de San Martino de Nápoles.

## Historia y descripción
Hacia 1638, José de Ribera recibió una serie de encargos que formaban parte de una profunda renovación de la Cartuja de San Martino. Bajo el priorato de Giovanni Battista Pisante, el pintor español fue uno de los artistas más importantes del medio napolitano al que se recurrió para la monumental obra de decoración de la iglesia, para la que realizó ya en 1637 el suntuoso retablo de la Piedad para la sacristía, trasladado más tarde, a finales del siglo XVII, a la sala del Tesoro Nuovo, donde permanece en la actualidad.
Los encargos que interesaban al pintor se referían a la realización de una serie de catorce lienzos con profetas, que debían colocarse a lo largo de la nave de la iglesia, ejecutados entre 1638 y 1643,  la Comunión de los Apóstoles, para la pared lateral del coro, y tres cuadros para los pisos privados del prior (hoy Museo Nacional de San Martín), pagaron 100 ducados acumulativos.Estos fueron el San Jerónimo, el San Sebastián, ambos no entregados hasta 1651 (junto con la Comunión), ya que a partir de 1643 los compromisos y la enfermedad que afectaron al pintor español ralentizaron considerablemente su trabajo, y finalmente el pequeño cuadro de San Bruno recibiendo la regla, terminado en 1643. 
La obra, aunque de pequeñas dimensiones, es testimonio del proceso de renovación que a partir de la década de 1630 afectó al estilo pictórico de Ribera, caracterizado por una manera luminista y un realce cromático de sus representaciones.
El santo fundador de la Orden de los Cartujos responde a un modelo ya utilizado por el pintor en el pasado: el de la Virgen con el Niño y San Bruno de la Gemäldegalerie de Berlín y el de la Trinitas terrestris actualmente en el Museo de Capodimonte de Nápoles.En la piedra, en la esquina inferior derecha, figuran la firma y la fecha de ejecución: « Jusepe / de Ribera / español / F. 1643 ».

## Otras versiones

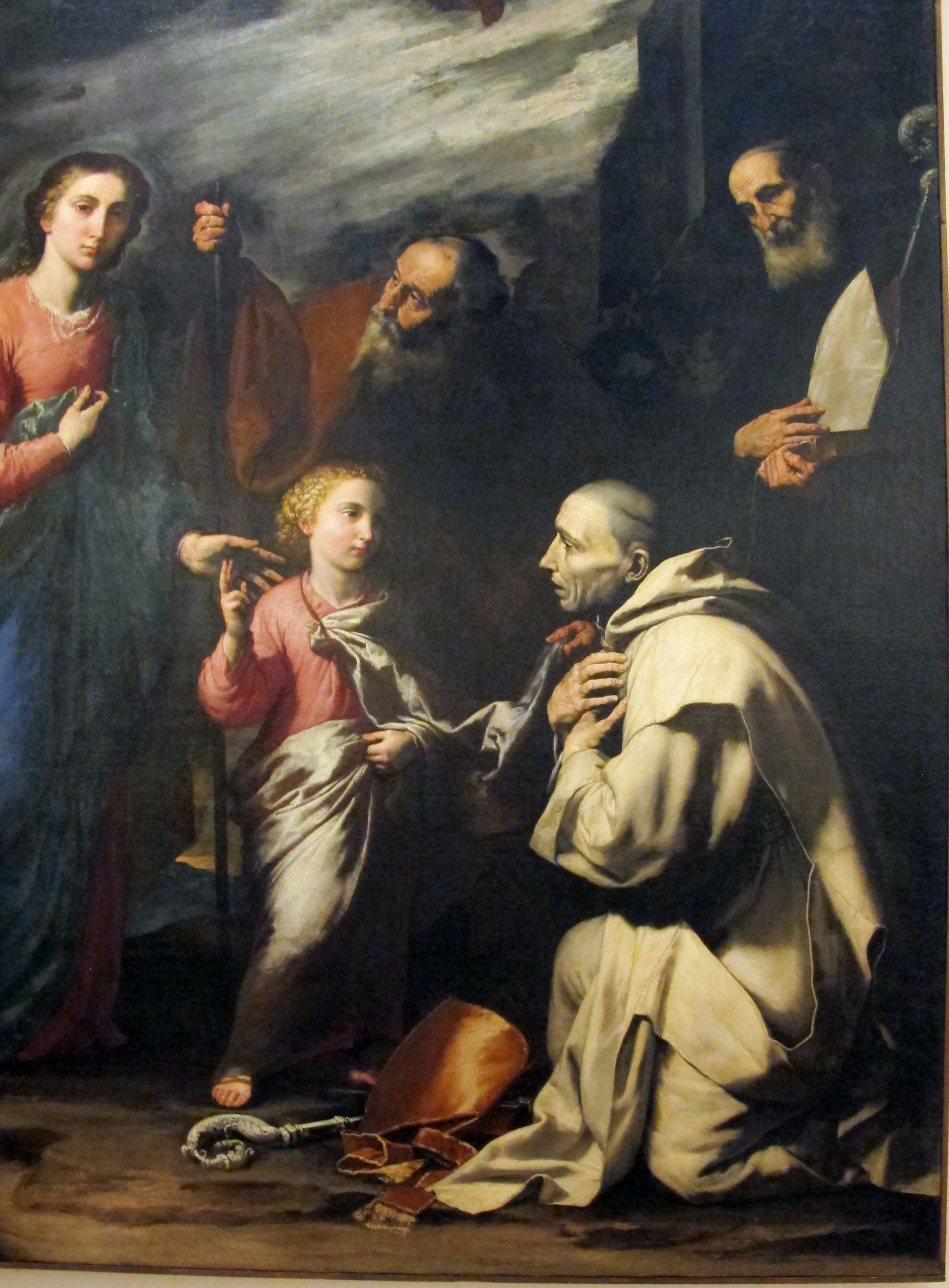
Detalle de San Bruno en la pintura Trinitas terrestris ubicada en el museo de Capodimonte
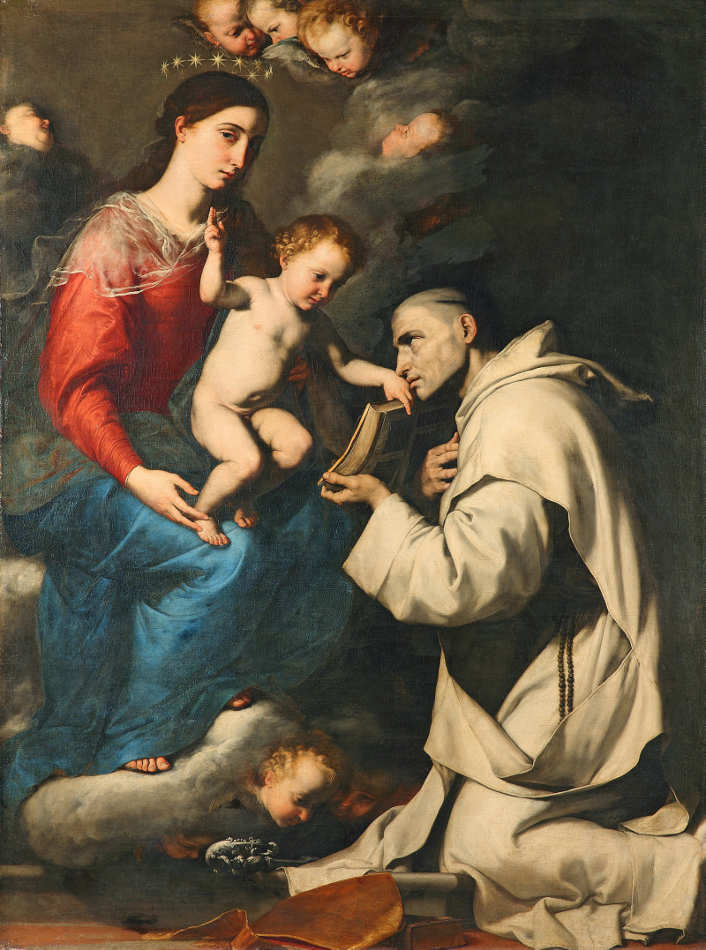
Virgen y el Niño con San Bruno de Berlín

## Énlaces externos
- Esta obra contiene una traducción  derivada de «San Bruno riceve la Regola» de Wikipedia en italiano, concretamente de esta versión, publicada por sus editores bajo la Licencia de documentación libre de GNU y la Licencia Creative Commons Atribución-CompartirIgual 4.0 Internacional.

- Datos: Q112045236